# Astaena opalipennis
Astaena opalipennis är en skalbaggsart som beskrevs av Frey 1973. Astaena opalipennis ingår i släktet Astaena och familjen Melolonthidae. Inga underarter finns listade.